# Jamie George
Jamie Edward George (Welwyn Garden City, 22 ottobre 1990) è un rugbista a 15 internazionale per l'Inghilterra, tallonatore dei Saracens, in English Premiership, dal 2010.

## Biografia
Proveniente dal vivaio del Saracens fa parte di una generazione di giovani di successo che comprende anche Owen Farrell, George Kruis e Will Fraser, tutti successivamente internazionali per l'Inghilterra.
Debuttante in English Premiership nel 2010 contro Leicester, disputò 11 incontri di campionato nella sua stagione d'esordio e si laureò campione d'Inghilterra.
Nel 2014 fu finalista di Heineken Cup, sconfitto dal Tolone, e nel 2015 partì titolare nella finale di Premiership che diede ai Saracens un nuovo titolo di campione inglese contro Bath al termine di un incontro nel quale realizzò anche una meta; tuttavia fu inizialmente escluso dai preconvocati alla Coppa del Mondo di rugby 2015 ma, a causa della squalifica di quattro settimane inflitta a Dylan Hartley, responsabile di una testata proprio ai danni di George durante un incontro con il Northampton, quest'ultimo non avrebbe potuto essere disponibile per l'incontro d'apertura della Coppa, e il C.T. Lancaster decise di inserire George nella rosa.

## Palmarès
- Premiership: 6
Saracens: 2010-11, 2014-15, 2015-16, 2017-18, 2018-19, 2022-23
- Coppe Anglo-Gallesi: 1
Saracens: 2014–15
- Champions Cup: 3
Saracens: 2015-2016, 2016-17, 2018-19